# Фат (амплуа)
Фат (от лат. fatuus, fatidus, «глупый, нелепый» через фр. fat, «франт») — театральное амплуа для ролей эффектных, ограниченных и самовлюблённых молодых людей («салонных любовников»). Одна из «ролей с гардеробом», где костюм и аксессуары являются ключевыми элементами образа. Фат выступает одновременно и как обольститель, и как злой мучитель. Женские аналоги — гран-кокетт (и частично гран-дам). Известно также промежуточное амплуа «фат-резонёр» (ср. Меркуцио в «Ромео и Джульетте»), внутри амплуа фата выделяется бонвиван.
Появление амплуа фата в XIX веке было связано с популярностью лёгких жанров (мелодрамы, водевиля), но фаты быстро проникли и в серьёзную драматургию (Кречинский из «Свадьбы Кречинского», Дульчин в «Последней жертве»). В отличие от Капитана из комедии дель арте, образ и сюжетные ходы, связанные с фатом, не обязательно комические, иногда близкие к амплуа Неизвестного (ср. тот же Кречинский).